# Verruyes
 Verruyes  es una población y comuna francesa, en la región de Poitou-Charentes, departamento de Deux-Sèvres, en el distrito de Parthenay y cantón de Mazières-en-Gâtine.

## Demografía
| 1241 | 1134 | 995 | 992 | 924 | 902 |
| Para los censos de 1962 a 1999 la población legal corresponde a la población sin duplicidades (Fuente: INSEE [Consultar]) |      |     |     |     |     |